# Carl Thompson
Carl Adrian Thompson (* 26. Mai 1964 in Manchester) ist ein ehemaliger britischer Profiboxer, Europameister (EBU) und Weltmeister der WBO im Cruisergewicht. Ihm gelangen unter anderem bedeutende Siege gegen Ralf Rocchigiani, Chris Eubank und David Haye.

## Karriere
Vor dem Boxen bestritt er bis Ende der 1980er Jahre eine siebenjährige Karriere als Thaiboxer und trainierte in der Master Sken Academy. Er nahm an den Weltmeisterschaften 1987 in Amsterdam und 1989 in Düsseldorf teil, wo er jedoch jeweils gegen Branko Cikatić ausschied. Ohne Amateurboxvorbereitung wechselte er ins Profiboxlager.
Seine erste Niederlage erlitt er in seinem neunten Kampf gegen Crawford Ashley, zweifacher Europameister und WM-Herausforderer von Michael Nunn und Virgil Hill. Im September 1991 besiegte er Nicky Piper vorzeitig. Auch seine folgenden acht Kämpfe gewann er durch K. o., wobei er Britischer Meister und Europameister wurde. Die EM gewann er dabei 1994 in Italien gegen den Ex-WBC-Weltmeister Massimiliano Duran und verteidigte sie in Frankreich gegen den dreifachen WM-Herausforderer Akim Tafer.
Im Juni 1995 boxte er erstmals um die WBO-WM gegen Ralf Rocchigiani, ging gegen den Deutschen jedoch dreimal zu Boden und gab den Kampf in der elften Runde verletzungsbedingt auf. Rocchigiani, der ebenfalls einen Niederschlag hinnehmen musste, hatte zudem eine Cutverletzung am linken Auge erlitten. Nach drei Aufbausiegen kam es im Oktober 1997 zum Rückkampf in Deutschland, den diesmal Thompson nach Punkten gewann. Den WBO-Titel konnte er 1998 zweimal gegen Chris Eubank verteidigen. Im März 1999 verlor er den Gürtel an Johnny Nelson.
Durch einen K.-o.-Sieg gegen Terry Dunstan, Europameister und IBF-WM-Herausforderer, wurde er im Dezember 1999 erneut Britischer Meister. Im Mai 2000 folgte erneut der EM-Gürtel durch K.-o.-Sieg gegen den Franzosen Alain Simon mit einer Titelverteidigung durch K. o. in der zweiten Runde gegen den Russen Alexei Iljin, 1998 WM-Herausforderer von Juan Gómez. Im Februar 2001 gelang ihm ein weiterer K.-o.-Sieg gegen den ehemaligen IBF-Weltmeister Uriah Grant.
Gegen Ezra Sellers war er im November 2001 überraschend dreimal am Boden, ehe er in der vierten Runde durch K. o. verlor. Auch sein Gegner musste zwei Niederschläge hinnehmen. Im Februar 2004 gewann er vorzeitig gegen den Südafrikaner Sebastiaan Rothmann, der unter anderem bereits Crawford Ashley und Jorge Castro besiegen konnte.
Im September 2004 gelang ihm ein überraschender Sieg in der fünften Runde gegen David Haye, nachdem dessen Ringecke nach zwei Niederschlägen ihres Schützlings das Handtuch warf. Seinen letzten Kampf gewann er im November 2005 gegen Frédéric Serrat.